# Lech Jakóbczyk
Lech Jacek Jakóbczyk (ur. 1954) – polski fizyk, dr hab. nauk fizycznych, profesor nadzwyczajny Instytutu Fizyki Teoretycznej Wydziału Fizyki i Astronomii Uniwersytetu Wrocławskiego.

## Życiorys
W 1979 ukończył studia fizyczne na Uniwersytecie Wrocławskim, 11 kwietnia 1984 obronił pracę doktorską Problemy algebraiczne w kwantowej teorii pola z nieokreślonym iloczynem wewnętrznym, 25 lutego 2000 habilitował się na podstawie pracy zatytułowanej Problemy rekonstrukcji struktur kwantowych z euklidesowych funkcji korelacyjnych. Otrzymał nominację profesorską.
Piastuje funkcję profesora nadzwyczajnego w Instytucie Fizyki Teoretycznej na Wydziale Fizyki i Astronomii Uniwersytetu Wrocławskiego.